# Victoria Park (Kingstown)
Der Victoria Park ist ein Sportstadion in Kingstown, St. Vincent und die Grenadinen. Es wird hauptsächlich vom Avenues United FC für seine Spiele genutzt. 5.420 Zuschauer finden Platz. Im Oktober 2010 fanden dort Gruppenspiele der Karibik-Meisterschaft statt. Zudem ist es eine der Heimspielstätten des West Indies Cricket Teams.